# Punta de Agua (Nuevo México)
Punta de Agua es un lugar designado por el censo ubicado en el condado de Torrance en el estado estadounidense de Nuevo México. En el Censo de 2020 tenía una población de 68 habitantes y una densidad poblacional de 18,99 habitantes por km². Fue incluido como CDP en el censo de 2020.

## Geografía
Punta de Agua se encuentra ubicado en las coordenadas 34°36′06″N 106°17′32″O / 34.60167, -106.29222. Según la Oficina del Censo de los Estados Unidos,  tiene una superficie total de 3,58 km², todos correspondientes a tierra firme.